# Ciuperceni - Desa (sit SCI)
Ciuperceni - Desa este o arie protejată (arie specială de conservare — SAC, sit de importanță comunitară — SCI) din România, desemnată în scopul protejării biodiversității și menținerii într-o stare de conservare favorabilă a florei spontane și faunei sălbatice, precum și a habitatelor naturale de interes comunitar aflate în arealul zonei de protecție. Aceasta se întinde pe o suprafață de 39.560,1 ha, integral pe uscat.

## Localizare
Situl se întinde pe teritoriul administrativ al municipiului Calafat și pe cele ale comunelor Ciupercenii Noi, Desa, Ghidici, Piscu Vechi, Poiana Mare și Rast din județul Dolj. Centrul sitului Ciuperceni - Desa este situat la coordonatele 43°52′37″N 23°00′55″E / 43.876997°N 23.015389°E.

## Înființare
Arealul Ciuperceni - Desa a fost declarat sit de importanță comunitară (ROSCI0039) în decembrie 2007 pentru a proteja 3 specii de plante și 22 specii de animale. Situl a fost protejat și ca arie specială de conservare în iulie 2022. Acesta include rezervațiile naturale Balta Neagră, Balta Lată și Ciuperceni - Desa.

## Biodiversitate
Situată în ecoregiunea continentală din Lunca Dunării, aria protejată conține 11 habitate naturale: Stepe și mlaștini sărăturate panonice, Ape stătătoare, oligotrofe până la mezotrofe cu vegetația de Littorelletea uniflorae și/sau de Isoeto- Nanojuncetea, 	Ape puternic oligomezotrofe cu vegetația bentonică de Chara spp, Lacuri eutrofe naturale cu vegetație tip de Magnopotamion sau Hydrocharition, Râuri cu maluri nămoloase cu vegetație de Chenopodian rubri și Bidentian p.p., Pajiști calcaroase pe nisipuri xerice; pajiști xerofile calcaroase pe nisip, Pajiști aluviale ale văilor de râuri cu Cnidion dubii, Pajiști de altitudine joasă (Alopecurus pratensis, Sangiusorba officinalis), 	Păduri mixte cu Quercus robur, Ulmus laevis, Fraxinus excelsior sau Fraxinus angustifolia, riverane marilor fluvii (Ulmenion minaris), Vegetație de silvostepă eurosiberiană cu Quercus spp. și Galerii cu Salix alba și Populus alba.
La baza desemnării sitului se află 3 specii floristice și 21 faunistice protejate la nivel european sau aflate pe lista roșie a IUCN; astfel: .
- plante (3): otrățelul bălților (Aldrovanda vesiculosa), brândușa arenicolă (Colchicum arenarium), trifoiaș de baltă (Marsilea quadrifolia)
- amfibieni (2): buhai de baltă cu burtă roșie (Bombina bombina), triton cu creastă dobrogean (Triturus dobrogicus)
- mamifere (2): vidră de râu (Lutra lutra), popândău (Spermophilus citellus)
- nevertebrate (4): melcul cu cârlig (Anisus vorticulus), croitorul mare al stejarului (Cerambyx cerdo)[5], croitorul cenușiu al stejarului (Morimus funereus) și un cărăbuș din specia Carabus hungaricus
- pești (12): scrumbia de Dunăre (Alosa immaculata)[6], avat (Aspius aspius), zvârlugă (Cobitis taenia Complex), ghiborț (Gymnocephalus baloni), răspăr (Gymnocephalus schraetzer), țipar (Misgurnus fossilis), sabiță (Pelecus cultratus), boarță (Rhodeus amarus), porcușor de nisip (Romanogobio kesslerii), porcușor de șes (Romanogobio vladykovi), dunăriță (Sabanejewia bulgarica), țigănuș (Umbra krameri)
- reptile (1): țestoasa europeană de baltă (Emys orbicularis)[3]

Pe lângă speciile protejate aflate la baza desemnării sitului, pe teritoriul acestuia au mai fost identificate 168 specii din flora spontană și fauna sălbatică a României.